# Vinzenz Komposch
Vinzenz Alexander Komposch (* 2. Februar 1819 in Eisenkappel; † 22. Dezember 1885 ebenda) war ein österreichischer Bergwerksbesitzer und Politiker.

## Leben
Komposch war der Sohn des Hutmanns beim Gewerken Scheidenberger am Hochobir, Gregor Komposch (* 1763, † 9. April 1829) und dessen Ehefrau Maria geborene Pucher (* 1787; † 27. März 1848). Er war römisch-katholischer Konfession und heiratete am 25. Oktober 1842 Maria Epting (* 23. Februar 1819). Aus der Ehe gingen sechs Töchter und ein jung verstorbener Sohn hervor. 
Er war Mitglied einer aus Ungarn stammenden Bleigewerkenfamilie. Von 1846 bis 1860 betrieb er Bleigewerke im Revier Kappel (Gruben Obir III unnd Obir IV) und war danach Kaufmann im Markt Kappel (heute Eisenkappel).
Vom 17. Juli 1848 bis zum 4. März 1849 war er Abgeordneter im Provisorischen Kärntner Landtag. Zwischen 1849 und 1864 und erneut von 1870 bis 1876 war er Bürgermeister der Marktgemeinde Eisenkappel.